# Jelena Dementěvová
Jelena Vjačeslavovna Dementěvová (rusky:  Елена Вячеславовна Дементьева, * 15. říjen 1981, Moskva, Sovětský svaz, dnes Ruská federace) je ruská sportovní funkcionářka a bývalá profesionální tenistka. V srpnu 2008 se na LOH 2008 v Pekingu stala olympijskou vítězkou v ženské dvouhře. Mezi další úspěchy řadí stříbrnou olympijskou medaili z LOH 2000 v Sydney, dvě finálové účasti na turnajích Grand Slamu a vítězství na 16 turnajích WTA ve dvouhře (únor 2010). Profesionální kariéru ukončila 29. října 2010 na Turnaji mistryň v Dauhá.
Od konce roku 2010 působí jako viceprezidentka Ruského tenisového svazu. Od září 2011 moderuje na TV-KHL televizní pořad s týdenní periodicitou „Kuchyně“, jenž je zaměřen na dění v Kontinentální hokejové lize.
Dne 16. července 2011 se na střeše moskevského hotelu Ritz provdala za dlouholetého přítele, hokejistu, Maxima Afinogenova. K roku 2011 byla posluchačkou oboru žurnalistika na Moskevské státní pedagogické univerzitě.

## Profesionální kariéra
Mezinárodní tenisové turnaje začala hrát ve 13 letech. Profesionálkou se stala 25. srpna 1998 a již v roce 2000 byla klasifikována na 12. místě žebříčku WTA. Ten rok obdržela cenu WTA pro hráčku s nejlepším zlepšením na okruhu (WTA Awards).
Tenis začala hrát v rodné Moskvě za tenisový klub Spartak Moskva pod vedením první trenérky Rausy Islanové, matky tenistů Marata a Dinary Safinových. Od roku 1999 je členkou ruského týmu Fed Cupu, v němž toho roku odehrála premiérový zápas proti Američance Venus Williamsové, kterou porazila 1–6, 6–3, 7–6 a získala tak jediný bod pro Rusko v zápase s USA.
V roce 2004 se dostala do dvou grandslamových finále na French Open a US Open, ale v obou byla neúspěšná. Je vítězkou 16 turnajů WTA ve dvouhře, přičemž nejvýznamnější jsou dva tituly z turnajů kategorie Tier I z Tokia v roce 2006 a z Kremlin Cupu v Moskvě 2007.

## Finále na Grand Slamu

### Ženská dvouhra: 2 (0–2)
| Stav       | Rok  | Turnaj      | Povrch | Soupeřka ve finále   | Výsledek |
| ---------- | ---- | ----------- | ------ | -------------------- | -------- |
| Finalistka | 2004 | French Open | antuka | Anastasija Myskinová | 1–6, 2–6 |
| Finalistka | 2004 | US Open     | tvrdý  | Světlana Kuzněcovová | 3–6, 5–7 |

### Ženská čtyřhra: 2 (0–2)
| Stav       | Rok  | Turnaj  | Povrch | Spoluhráčka        | Soupeřky ve finále                          | Výsledek      |
| ---------- | ---- | ------- | ------ | ------------------ | ------------------------------------------- | ------------- |
| Finalistka | 2002 | US Open | tvrdý  | Janette Husárová   | Virginia Ruanová Pascualová Paola Suárezová | 2–6, 1–6      |
| Finalistka | 2005 | US Open | tvrdý  | Flavia Pennettaová | Lisa Raymondová Samantha Stosurová          | 2–6, 7–5, 3–6 |

## Zápasy o olympijské medaile

#### Dvouhra: 2 (1–1)
| Stav    | Rok  | Místo konání      | Povrch | Soupeřka ve finále | Výsledek      |
| ------- | ---- | ----------------- | ------ | ------------------ | ------------- |
| Stříbro | 2000 | Sydney, Austrálie | tvrdý  | Venus Williamsová  | 2–6, 4–6      |
| Zlato   | 2008 | Peking, Čína      | tvrdý  | Dinara Safinová    | 3–6, 7–5, 6–3 |

## Finále na okruhu WTA Tour
| Legenda                                               |
| ----------------------------------------------------- |
| D – dvouhra; Č – čtyřhra, před/po 2009                |
| Grand Slam (0–2 Č)                                    |
| Olympijské hry (1–1 D)                                |
| Turnaj mistryň (1–0 Č)                                |
| Tier I / Premier Mandatory & Premier 5 (3–7 D; 2–3 Č) |
| Tier II / Premier (7–2 D; 2–2 Č)                      |
| Tier III, IV & V / International (5–4 D; 1–0 Č)       |

### Dvouhra: 32 (16–16)
| Stav       | Č.  | Datum             | Turnaj                           | Povrch      | Soupeřka ve finále   | Výsledek            |
| ---------- | --- | ----------------- | -------------------------------- | ----------- | -------------------- | ------------------- |
| Finalistka | 1.  | 1. října 2000     | LOH – Sydney, Austrálie          | tvrdý       | Venus Williamsová    | 2–6, 4–6            |
| Finalistka | 2.  | 4. března 2001    | Acapulco, Mexiko                 | antuka      | Amanda Coetzerová    | 6–2, 1–6, 2–6       |
| Finalistka | 3.  | 7. října 2001     | Moskva, Rusko                    | koberec (h) | Jelena Dokičová      | 3–6, 3–6            |
| Finalistka | 4.  | 22. června 2002   | Hertogenbosch, Nizozemsko        | tráva       | Eleni Daniilidou     | 6–3, 2–6, 3–6       |
| Vítězka    | 1.  | 14. dubna 2003    | Amelia Island, Spojené státy     | antuka      | Lindsay Davenportová | 4–6, 7–5, 6–3       |
| Vítězka    | 2.  | 8. září 2003      | Bali, Indonésie                  | tvrdý       | Chanda Rubinová      | 6–2, 6–1            |
| Vítězka    | 3.  | 15. září 2003     | Šanghaj, Čína                    | tvrdý       | Chanda Rubinová      | 6–3, 7–6(8–6)       |
| Finalistka | 5.  | 4. dubna 2004     | Miami, Spojené státy             | tvrdý       | Serena Williamsová   | 1–5, 1–6            |
| Finalistka | 6.  | 3. června 2004    | French Open, Paříž, Francie      | antuka      | Anastasija Myskinová | 1–6, 2–6            |
| Finalistka | 7.  | 11. září 2004     | US Open, New York, Spojené státy | tvrdý       | Světlana Kuzněcovová | 3–6, 5–7            |
| Vítězka    | 4.  | 27. září 2004     | Hasselt, Belgie                  | tvrdý (h)   | Jelena Bovinová      | 0–6, 6–0, 6–4       |
| Finalistka | 8.  | 17. října 2004    | Moskva, Rusko                    | koberec (h) | Anastasija Myskinová | 5–7, 0–6            |
| Finalistka | 9.  | 17. dubna 2005    | Charleston, Spojené státy        | antuka      | Justine Heninová     | 5–7, 4–6            |
| Finalistka | 10. | 6. listopadu 2005 | Filadelfie, Spojené státy        | tvrdý (h)   | Amelie Mauresmová    | 5–7, 6–2, 5–7       |
| Vítězka    | 5.  | 5. února 2006     | Tokio, Japonsko                  | koberec (h) | Martina Hingisová    | 6–2, 6–0            |
| Finalistka | 11. | 18. března 2006   | Indian Wells, Spojené státy      | tvrdý       | Maria Šarapovová     | 1–6, 2–6            |
| Vítězka    | 6.  | 13. srpna 2006    | Los Angeles, Spojené státy       | tvrdý       | Jelena Jankovičová   | 6–3, 4–6, 6–4       |
| Vítězka    | 7.  | 26. května 2007   | Istanbul, Turecko                | antuka      | Aravane Rezaiová     | 7–6(7–5), 3–0 skreč |
| Vítězka    | 8.  | 14. října 2007    | Moskva, Rusko                    | koberec (h) | Serena Williamsová   | 5–7, 6–1, 6–1       |
| Vítězka    | 9.  | 1. března 2008    | Dubaj, SAE                       | tvrdý       | Světlana Kuzněcovová | 4–6, 6–3, 6–2       |
| Finalistka | 12. | 11. května 2008   | Berlín, Německo                  | antuka      | Dinara Safinová      | 6–3, 2–6, 2–6       |
| Finalistka | 13. | 19. května 2008   | Istanbul, Turecko                | antuka      | Agnieszka Radwańská  | 3–6, 2–6            |
| Vítězka    | 10. | 17. srpna 2008    | LOH – Peking, Čína               | tvrdý       | Dinara Safinová      | 3–6, 7–5, 6–3       |
| Vítězka    | 11. | 26. října 2008    | Lucemburk, Lucembursko           | tvrdý (h)   | Caroline Wozniacká   | 2–6, 6–4, 7–6(7–4)  |
| Vítězka    | 12. | 10. ledna 2009    | Auckland, Nový Zéland            | tvrdý       | Jelena Vesninová     | 6–4, 6–1            |
| Vítězka    | 13. | 16. ledna 2009    | Sydney, Austrálie                | tvrdý       | Dinara Safinová      | 6–3, 2–6, 6–1       |
| Finalistka | 14. | 15. února 2009    | Paříž, Francie                   | tvrdý (h)   | Amélie Mauresmová    | 6–7(5–7), 6–2, 4–6  |
| Vítězka    | 14. | 23. srpna 2009    | Toronto, Kanada                  | tvrdý       | Maria Šarapovová     | 6–4, 6–3            |
| Vítězka    | 15. | 15. ledna 2010    | Sydney, Austrálie (2)            | tvrdý       | Serena Williamsová   | 6–3, 6–2            |
| Vítězka    | 16. | 14. února 2010    | Paříž, Francie                   | tvrdý (h)   | Lucie Šafářová       | 6–7(5–7), 6–1, 6–4  |
| Finalistka | 15. | 28. února 2010    | Kuala Lumpur, Malajsie           | tvrdý       | Alisa Klejbanovová   | 3–6, 2–6            |
| Finalistka | 16. | 2. října 2010     | Tokio, Japonsko                  | tvrdý       | Caroline Wozniacká   | 6–1, 2–6, 3–6       |

### Tituly ITF (3)

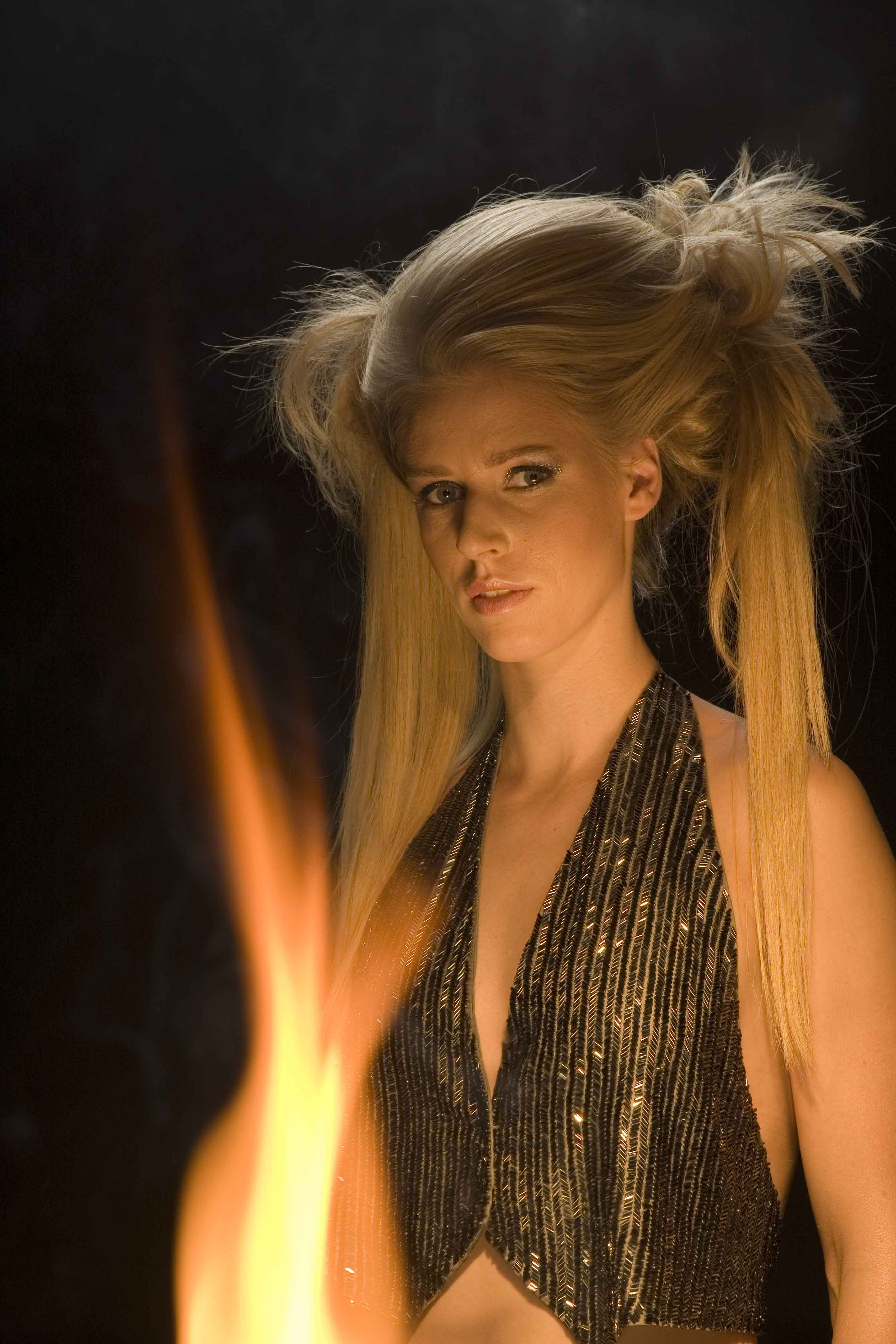
Dementěvová v roce 2007.

| Číslo | Datum           | Turnaj            | Povrch         | Finalistka          | Výsledek |
| 1.    | 2. říjen 1996   | Jurmala Lotyšsko  | Tvrdý (hala)   | Věra Žukovětská     | 6–2, 6–2 |
| 2.    | 23. srpen 1997  | Istanbul, Turecko | Tvrdý          | Děssislava Topalová | 7–5, 6–4 |
| 3.    | 26. duben, 1998 | Buchen, Německo   | Koberec (hala) | Miriam Schnitzerová | 6–1, 6–3 |

### Čtyřhra: 13 (6–7)
| Stav       | Č. | Datum              | Turnaj                           | Povrch      | Spoluhráčka        | Soupeřky ve finále                              | Výsledek           |
| ---------- | -- | ------------------ | -------------------------------- | ----------- | ------------------ | ----------------------------------------------- | ------------------ |
| Finalistka | 1. | 1. října 2001      | Moskva, Rusko                    | koberec (h) | Lina Krasnorutská  | Anna Kurnikovová Martina Hingisová              | 6–7(1–7), 3–6      |
| Finalistka | 2. | 4. února 2002      | Paříž, Francie                   | koberec (h) | Janette Husárová   | Nathalie Dechyová Meilen Tu                     | bez boje           |
| Finalistka | 3. | 4. března 2002     | Indian Wells, Spojené státy      | tvrdý       | Janette Husárová   | Lisa Raymondová Rennae Stubbsová                | 5–7, 0–6           |
| Vítězka    | 1. | 12. května 2002    | Berlín, Německo                  | antuka      | Janette Husárová   | Daniela Hantuchová Arantxa Sánchezová Vicariová | 0–6, 7–6(7–3), 6–2 |
| Vítězka    | 2. | 4. srpna 2002      | San Diego, Spojené státy         | tvrdý       | Janette Husárová   | Daniela Hantuchová Ai Sugijamová                | 6–2, 6–4           |
| Finalistka | 4. | 26. srpna 2002     | US Open, New York, Spojené státy | tvrdý       | Janette Husárová   | Virginia Ruanová Pascualová Paola Suárezová     | 2–6, 1–6           |
| Vítězka    | 3. | 6. října 2002      | Moskva, Rusko                    | koberec (h) | Janette Husárová   | Jelena Dokićová Naděžda Petrovová               | 2–6, 6–3, 7–6(7)   |
| Vítězka    | 4. | 11. listopadu 2002 | Los Angeles, Spojené státy       | koberec (h) | Janette Husárová   | Cara Blacková Jelena Lichovcevová               | 4–6, 6–4, 6–3      |
| Vítězka    | 5. | 21. června 2003    | 's-Hertogenbosch, Nizozemsko     | tráva       | Lina Krasnorutská  | Naďa Petrovová Mary Pierceová                   | 2–6, 6–3, 6–4      |
| Finalistka | 5. | 10. ledna 2005     | Sydney, Austrálie                | tvrdý       | Ai Sugijamová      | Bryanne Stewartová Samantha Stosurová           | bez boje           |
| Vítězka    | 6. | 14. srpna 2005     | Los Angeles, Spojené státy       | tvrdý       | Flavia Pennettaová | Bethanie Matteková Angela Haynesová             | 6–2, 6–4           |
| Finalistka | 6. | 29. srpna 2005     | US Open, New York, Spojené státy | tvrdý       | Flavia Pennettaová | Lisa Raymondová Samantha Stosurová              | 2–6, 7–5, 3–6      |
| Finalistka | 7. | 8. května 2006     | Berlín, Německo                  | Antuka      | Flavia Pennettaová | Jen C’ Čeng Ťie                                 | 2–6, 3–6           |

## Fed Cup
Jelena Dementěvová se zúčastnila 17 zápasů ve Fed Cupu za tým Ruska s bilancí 20-5 ve dvouhře a 4-3 ve čtyřhře.

## Postavení na žebříčku WTA na konci sezóny

### Dvouhra
| Rok    | 1996 | 1997   | 1998   | 1999  | 2000  | 2001  | 2002  | 2003 | 2004 | 2005 | 2006 | 2007  | 2008 | 2009 | 2010 |
| Pořadí | 624. | ▲ 355. | ▲ 182. | ▲ 62. | ▲ 12. | ▼ 15. | ▼ 19. | ▲ 8. | ▲ 6. | ▼ 8. | ▬ 8. | ▼ 11. | ▲ 4. | ▼ 5. | ▼ 9. |

### Čtyřhra
| Rok    | 2001 | 2002 | 2003  | 2004  | 2005  | 2006  | 2007  | 2008 | 2009 |
| Pořadí | 98.  | ▲ 6. | ▼ 24. | ▼ 27. | ▲ 18. | ▼ 40. | ▼ 90. | ▼ -. | ▬ -. |